# Incisalia turneri
Incisalia turneri är en fjärilsart som beskrevs av Clench 1943. Incisalia turneri ingår i släktet Incisalia och familjen juvelvingar. Inga underarter finns listade i Catalogue of Life.